# Cupido dormiente
Il Cupido dormiente è una statua marmorea (lunghezza circa 80 cm) di Michelangelo Buonarroti, scolpita verso il 1496 circa e a oggi perduta.
L'opera fu artificiosamente invecchiata e venduta al cardinale Raffaele Riario come reperto archeologico; la truffa fu in seguito scoperta dal religioso che volle conoscere personalmente l'autore, all'epoca non ancora famoso. Il cardinale, colpito dalla bravura di Michelangelo, lo introdusse nell'ambiente artistico romano.

## Storia
La prima descrizione nota dell'opera è contenuta in una lettera datata 27 giugno 1496 e scritta da Antonio Maria Pico della Mirandola alla marchesa di Mantova Isabella d'Este:
(Antonio Maria Pico della Mirandola)
I biografi di Michelangelo Paolo Giovio (1520 circa), Ascanio Condivi (1553) e Giorgio Vasari (quest'ultimo nella sola edizione del 1568), segnalano la statua di un Dio d'amore, d'età di sei anni in sette, à iacere in guisa d'huom che dorma, fatta su commissione di Lorenzo di Pierfrancesco de' Medici dopo il ritorno dell'artista da Bologna. Si trattava di un'opera (assieme al Cupido-Apollo, anch'esso disperso) che si rifaceva all'arte antica, ma filologicamente slegata da essa.
Su suggerimento forse dello stesso Lorenzo e probabilmente all'insaputa di Michelangelo, si decise di sotterrare il Cupido per patinarlo come un reperto archeologico e rivenderlo sul fiorente mercato delle opere d'arte antica a Roma. L'inganno riuscì con l'intermediazione del mercante Baldassarre Del Milanese, che convinse il cardinale di San Giorgio Raffaele Riario, uno dei più ricchi collezionisti d'arte del tempo, ad acquistare l'opera per la somma di duecento ducati, molto cospicua soprattutto se confrontata con i trenta che aveva incassato Michelangelo per l'esecuzione.
Tuttavia, poco tempo dopo, le voci del fruttuoso inganno si sparsero fino ad arrivare alle orecchie del cardinale, che per avere conferma e richiedere indietro i soldi spedì a Firenze un suo intermediario, Jacopo Galli, che risalì a Michelangelo con una scusa e riuscì ad avere conferma della truffa. Il cardinale andò su tutte le furie, ma volle anche conoscere l'artefice capace di emulare gli antichi: se lo fece inviare a Roma, introducendolo poco dopo all'ambiente cardinalizio nel quale il giovane scultore avrebbe presto conosciuto alcuni dei suoi grandi committenti.
L'opera passò poi a Cesare Borgia, che la passò a Guidobaldo da Montefeltro, a Urbino. Quando il Borgia ne conquistò il ducato nel 1502 si riprese il Cupido, per donarlo poi personalmente a Isabella d'Este, che ne aveva anni addietro rifiutato l'acquisto come "imitazione" dell'antico. La Marchesa di Mantova, che da quando era venuta a sapere che era opera del più quotato scultore vivente, aveva voluto ostinatamente entrarne in possesso, quando ci riuscì lo conservò gelosamente a Mantova nel suo Studiolo, rifiutandosi di restituirlo ai Montefeltro reinsediati dopo la caduta dei domini del Borgia, nonostante fosse a loro legata da parentela.
Esiste uno schizzo al Castello di Windsor che riproduce quattro puttini arrivati nel 1630 da Mantova: tra questi quello di Michelangelo sarebbe forse quello in alto a destra o quello sottostante, dall'energia più pronunciata.
Nel 1632 l'opera, con numerosi pezzi pregiati delle collezioni Gonzaga, venne acquistata da Carlo I d'Inghilterra e trasportata a Londra. La statua si trovava probabilmente nel palazzo di Whitehall nel 1698, quando venne distrutta da un incendio, andando perduta definitivamente.

## Descrizione

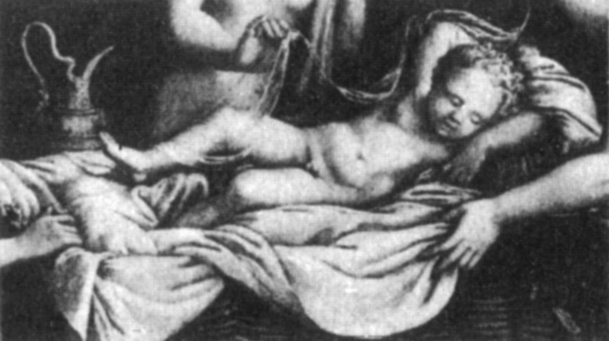
Giulio Romano, Giove (dettaglio con amorino forse ispirato al Cupido di Michelangelo)

Da alcune descrizioni antiche si sa che il Cupido Dormiente di Michelangelo era lungo circa "quattro spanne", cioè 80 cm circa, e che era in marmo di Carrara. Nel tempo sono stati fatti vari tentativi di identificazione dell'opera: una statua in Veneto, una all'Accademia nazionale virgiliana di Mantova, una al Museo di antichità di Torino (Valentiner, 1956). Si tratta di ipotesi che non hanno trovato conferma nella critica.
Forse il celebre Cupido michelangiolesco venne ritratto nell'amorino dormiente del dipinto di Vulcano che sorprende Venere e Marte, del Tintoretto (Alte Pinakothek di Monaco di Baviera, nell'illustrazione) e in un Giove di Giulio Romano (National Gallery di Londra). Parronchi invece ipotizzò che il modello del Cupido fosse l'Ermafrodito dormiente, copiato anche da Rubens durante la sua visita a Firenze negli anni venti del Seicento, contraddicendo però le fonti che parlano di un fanciullino di sei-sette anni e di una dimensione medio-piccola dell'opera.
Nel 2005 la storica dell'arte Gianna Pinotti ha identificato nel Cupido dormiente con due serpi, conservato a Mantova al Museo della città di palazzo San Sebastiano, l'opera perduta di Michelangelo; l'attribuzione tuttavia non ha trovato conferme ufficiali.